# Cloruro de lauroilo
El cloruro de lauroilo es el compuesto orgánico con la fórmula CH3 (CH2)10 COCl. Es el cloruro de ácido del ácido láurico. El cloruro de lauroilo es un reactivo estándar para instalar el grupo lauroilo. Se produce principalmente como precursor del peróxido de dilauroilo, que se utiliza ampliamente en polimerizaciones de radicales libres.
El cloruro de lauroilo es un sustrato para diversas reacciones características de los cloruros de ácido. Con base, se convierte en laurona, una cetona con la fórmula [CH3(CH2)10]2CO. Con azida de sodio, reacciona para dar isocianato de undecilo a través de un reordenamiento de Curtius de la azida de acilo.